# Cypripedium pubescens
Cypripedium pubescens (tên tiếng Anh: Large yellow lady's slipper, Yellow moccasin-flower, Nerveroot, Noah's ark, American valerian, Whippoorwill's-shoe) là loài phong lan vàng Cypripedioideae bản địa phía bắc Bắc Mỹ.
Nó cao từ 12-30 inch.

## Hình ảnh

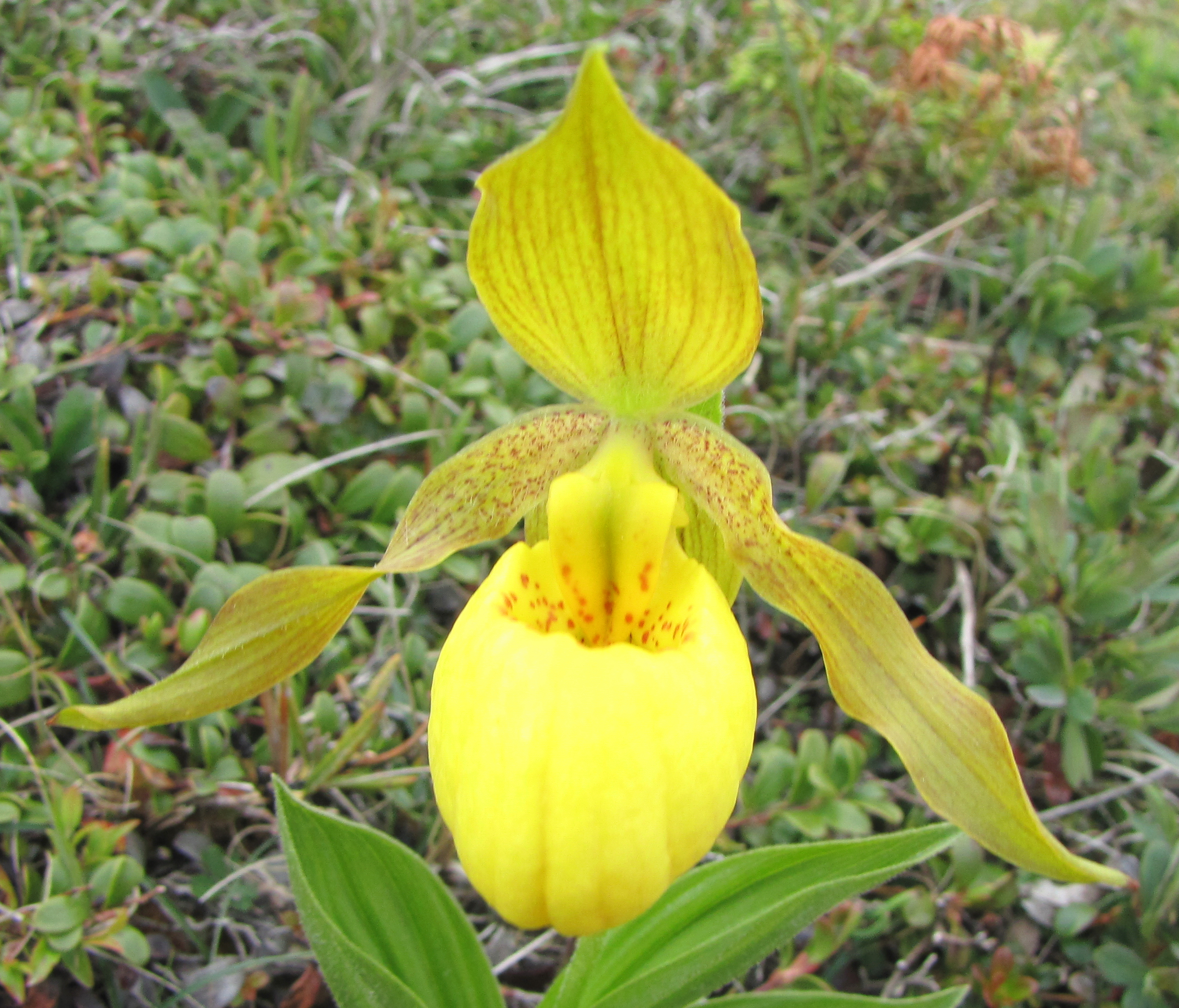
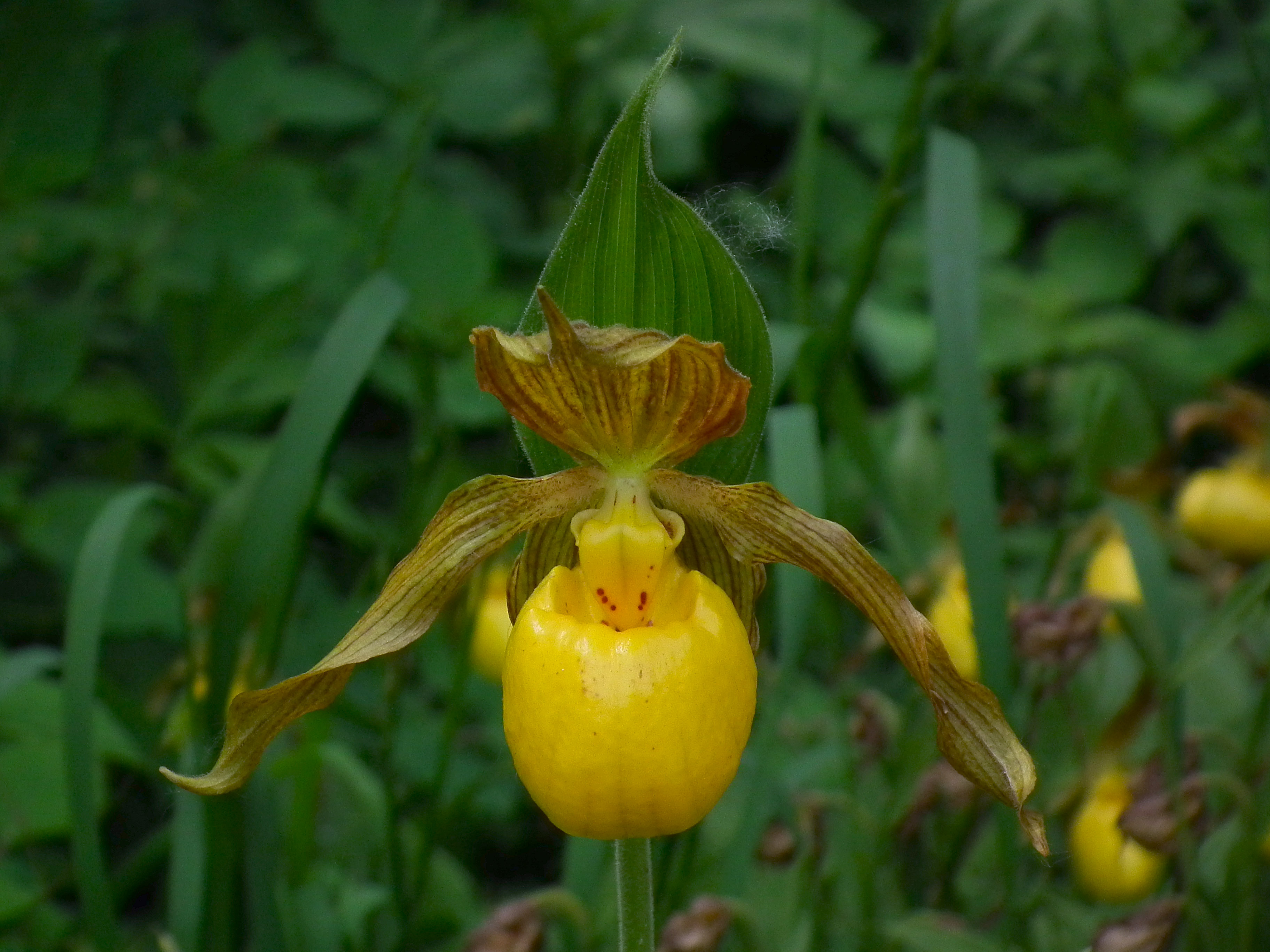
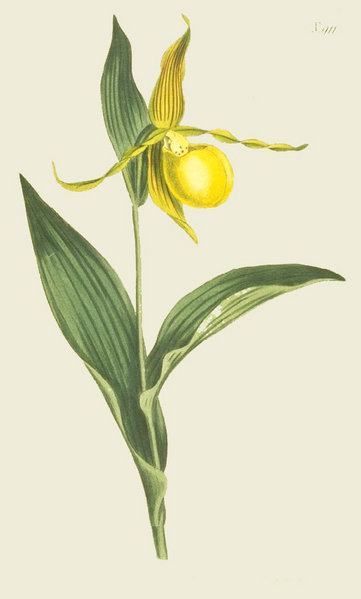